# 松園別館
23°58′57″N 121°36′56″E / 23.98261°N 121.615462°E
松園別館，舊稱花蓮港廳兵事部，位於臺灣花蓮縣花蓮市美崙山麓，興建於1942年，四周因老松林立、環境清幽，故而得名。

## 歷史

### 日治時期
松園別館興建於1942年至1943年（昭和17年至昭和18年）花蓮港廳米崙的水源地一帶，由於背山面海、視野寬廣，可目視整個花蓮港、菁華橋、北濱海灘之美崙溪入海口及太平洋海景，位置極佳，具有天然制高點優勢，戰爭期間輕易掌控出入南濱海面的船隻及南機場航機起降。1942年4月1日，花蓮港廳兵事部開廳，為太平洋戰爭時期大日本帝國陸軍在花蓮的最高軍事指揮中心，為因應大日本帝國擴張的戰爭動員需要而出現的軍事徵集、招募的機構，大日本帝國海軍303部隊曾駐紮在此。

### 戰後時期
戰後，花蓮港廳兵事部於1947年由中華民國陸軍總司令部軍隊接管、陳誠中國青年軍駐守，曾作為陸軍兵工學校的理化實驗室；1950年代成為「美軍顧問團軍官休閒度假中心」（MAAG Hostel）。1977年，由於中華民國-美國關係動搖，駐台美軍人數大縮減，松園別館不再作為軍官休閒度假中心，改由國有財產局接管。1978年交由行政院退輔會榮工處大理石工廠管理。1992年交給退輔會花蓮農場代管，1994年交由花蓮榮譽國民之家接管；1995年再度由花蓮榮家接管，同年度決定要興建國際觀光飯店。
1996年，退輔會計劃與東帝士關係企業所屬天祥晶華度假酒店合作興建觀光飯店，擬以「旅館建地」出售，地方人士群起反對。2000年在民間團體及花蓮縣政府向花蓮農場商借舉辦展覽，並獲得立法院、文建會等上級單位的重視，2000年7月13日由花蓮縣政府設定為「歷史風貌專區」；最後在2000年11月通過內政部審查，松園別館正式劃設為「歷史風貌公園用地」，並展開整修。2001年名列文建會臺灣歷史建築百景之一，2002年9月登錄為花蓮縣歷史建築，2002年12月主體修復完畢；2003年11月4日正式開園，由花東文教基金會得標負責營運管理。2006年換由翔瀧股份有限公司得標。
2024年，受到2024年花蓮地震重創影響導致觀光人潮下降，以及颱風凱米影響導致園區老樹倒塌，經營團隊與退輔會達成共識，於8月宣布結束對松園別館的營運，園區至9月起進行休園，2025年1月10日重新開放。

## 結構
松園別館主體建築為二層樓仿洋式拱廊建築，因興建於日治晚期，戰事已起，故只求實用牢固、外觀簡樸，為花蓮縣僅存最完整的日治時期軍事建築。目前園區除了仍保存昔日花蓮港兵事部時期之兩層樓主體建築外，還有一棟昔日的武道館與另兩棟建築；另外還保留一座日治時期防空壕。另外最明顯的特徵就是建築四周約60餘株大片的琉球松林，鄰近花蓮港放送局（1944年5月1日設，後改為中廣花蓮台）、海岸電台（交通部電信總局長途電信管理局）、自來水場（台灣自來水公司美崙淨水場）等皆有松林連成一片。

## 歷任花蓮港廳兵事部部長
歷任花蓮港廳兵事部部長共有三任，部長廳舍即為現在的將軍府。
1. 川崎明德大佐
2. 印南英輔大佐
3. 中村三雄大佐

## 照片集

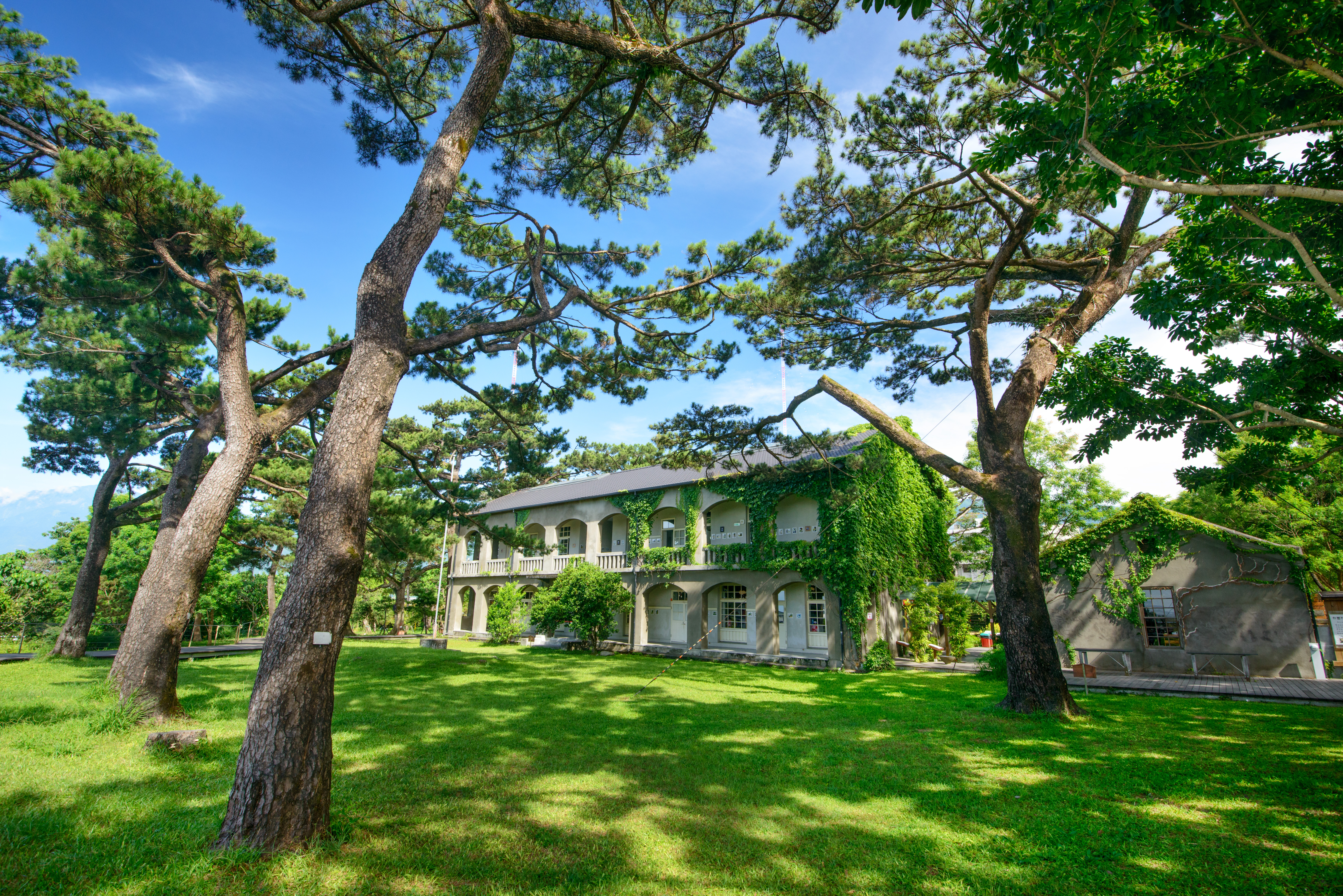
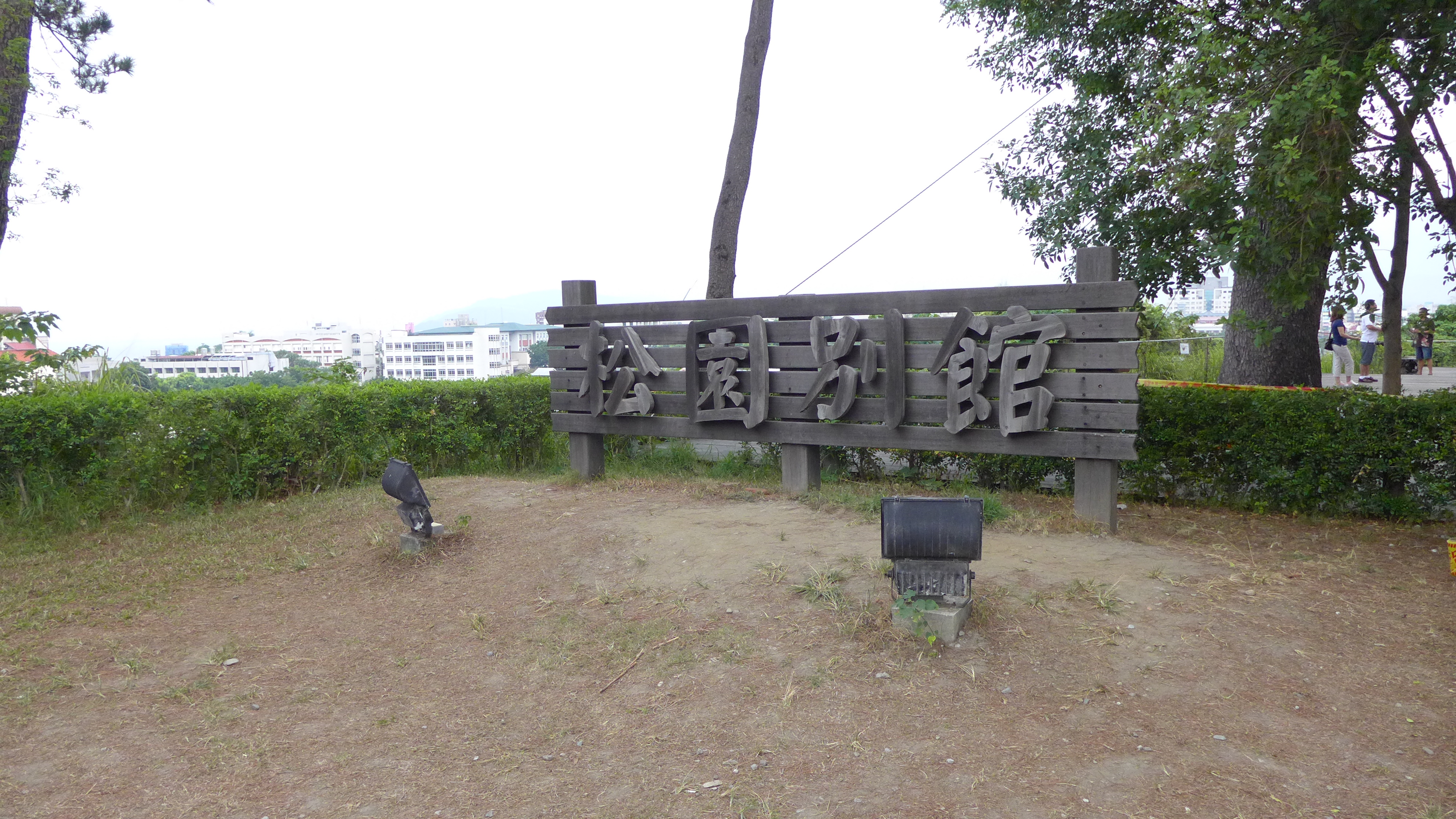
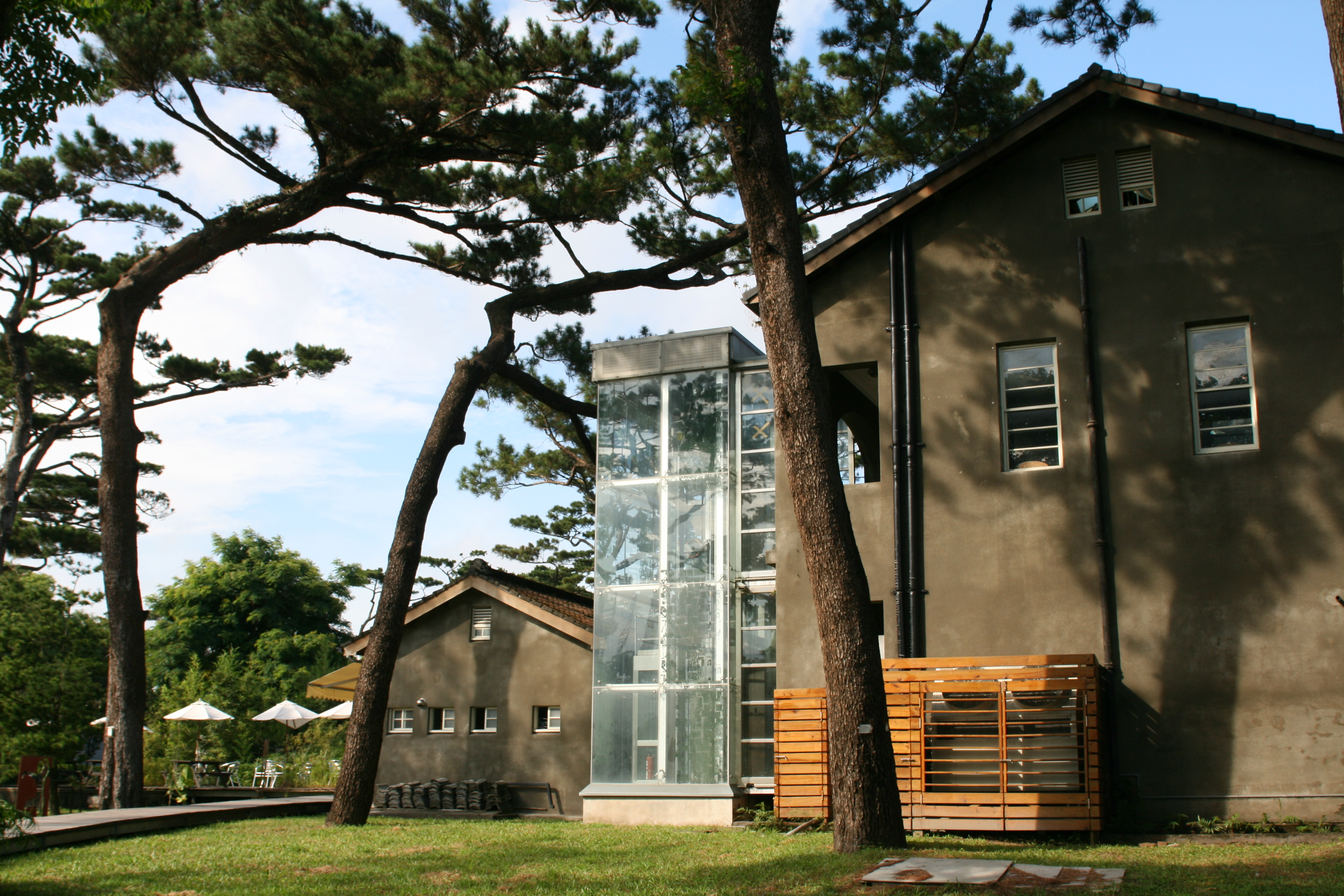
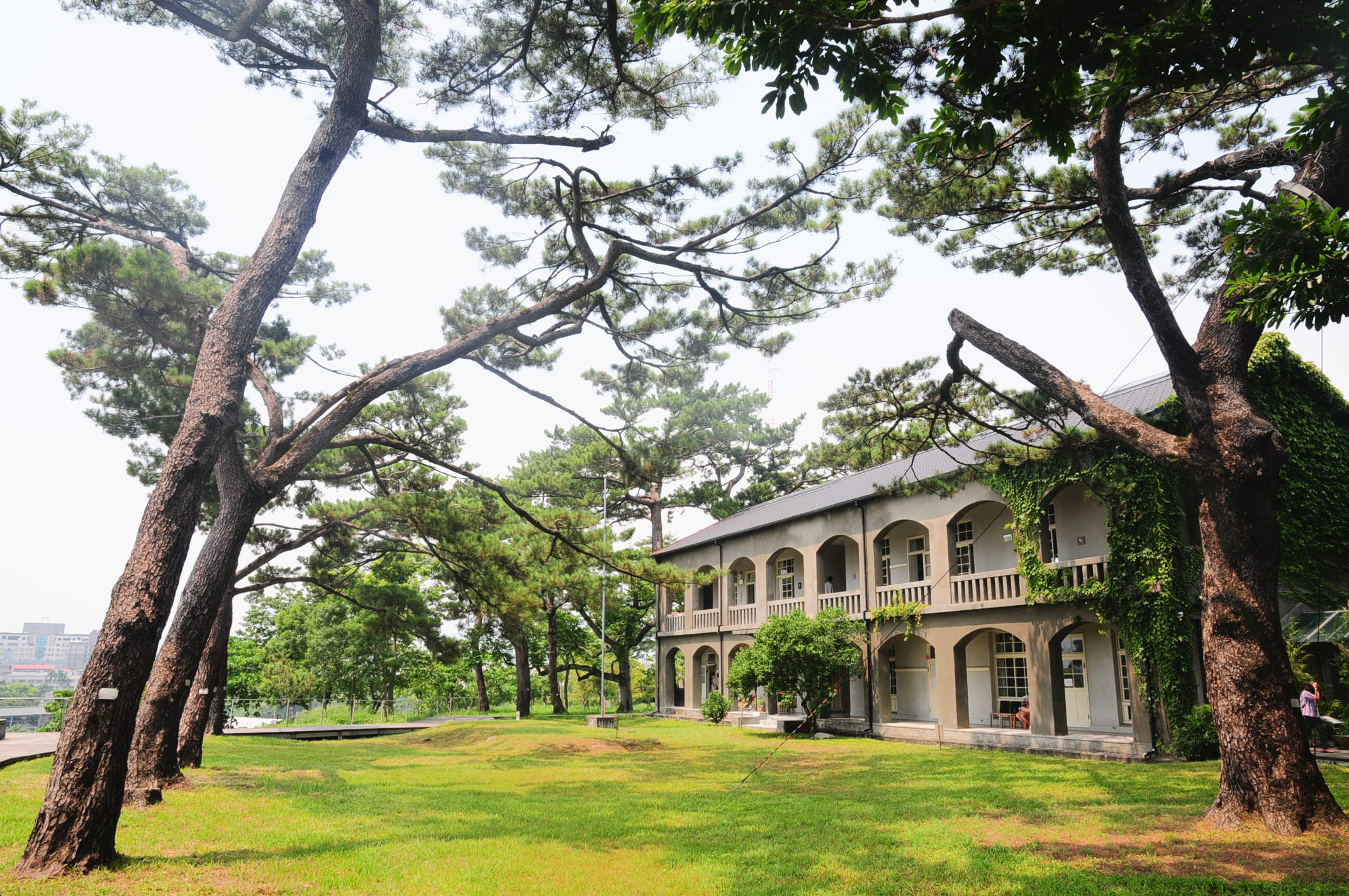
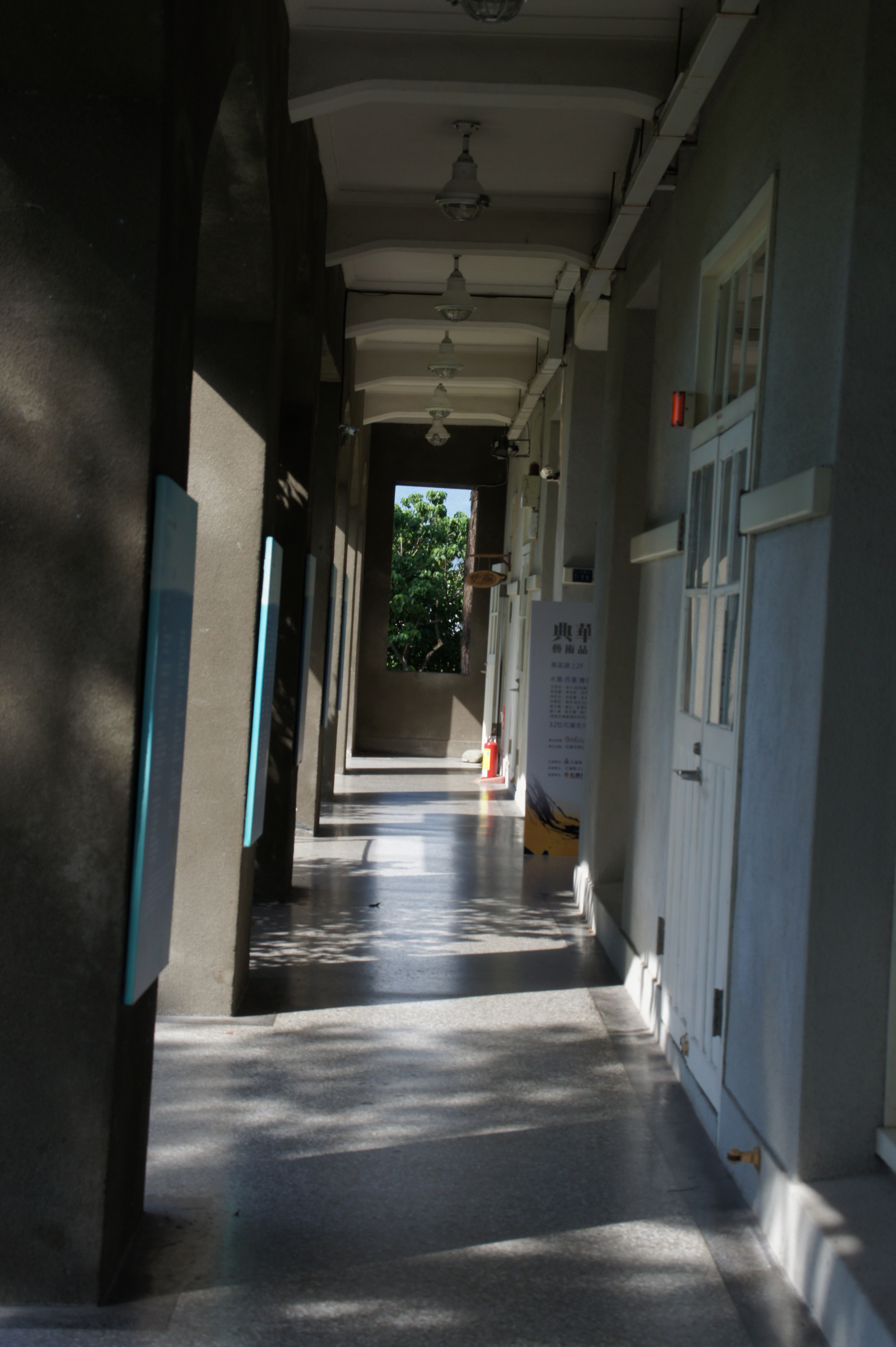
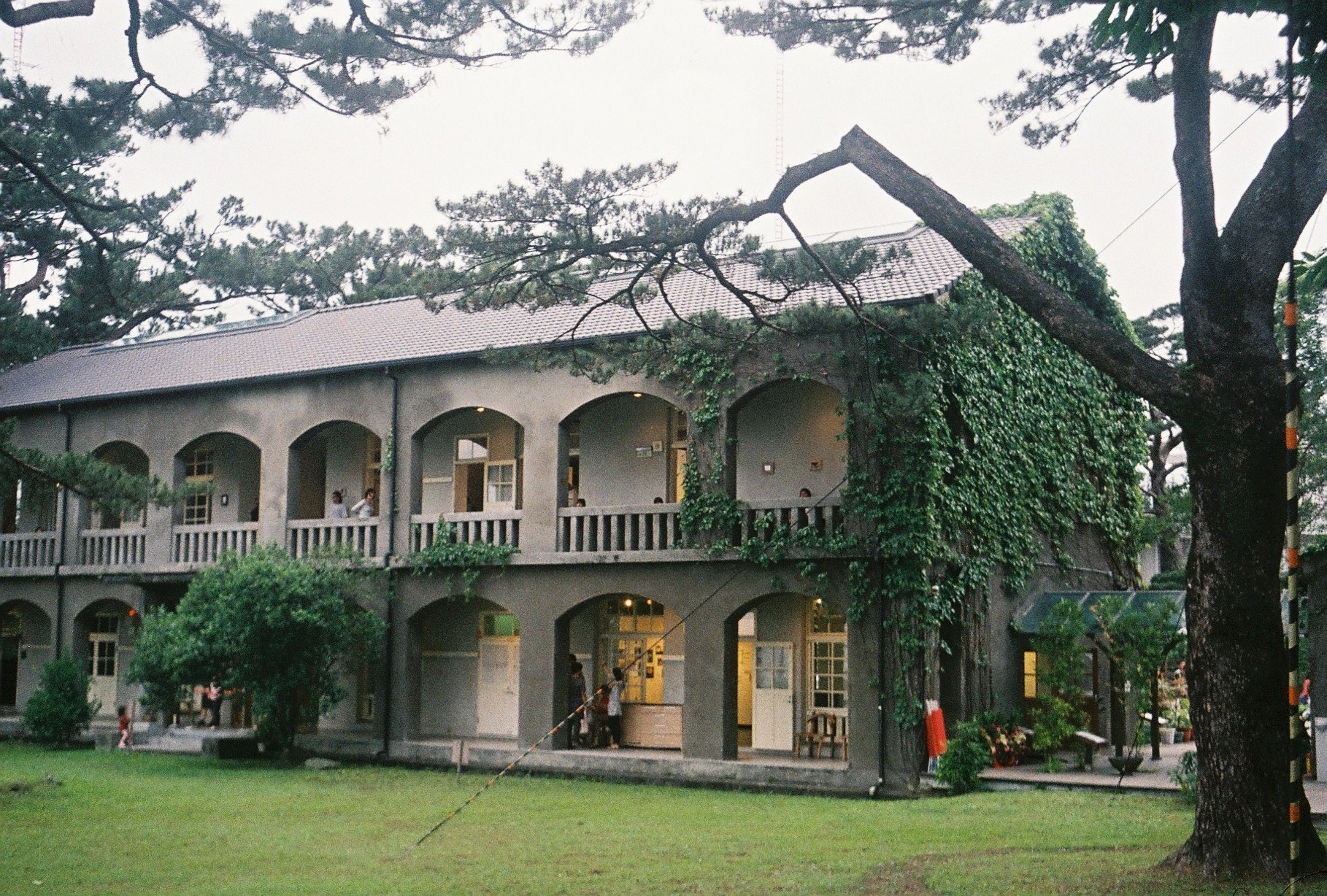
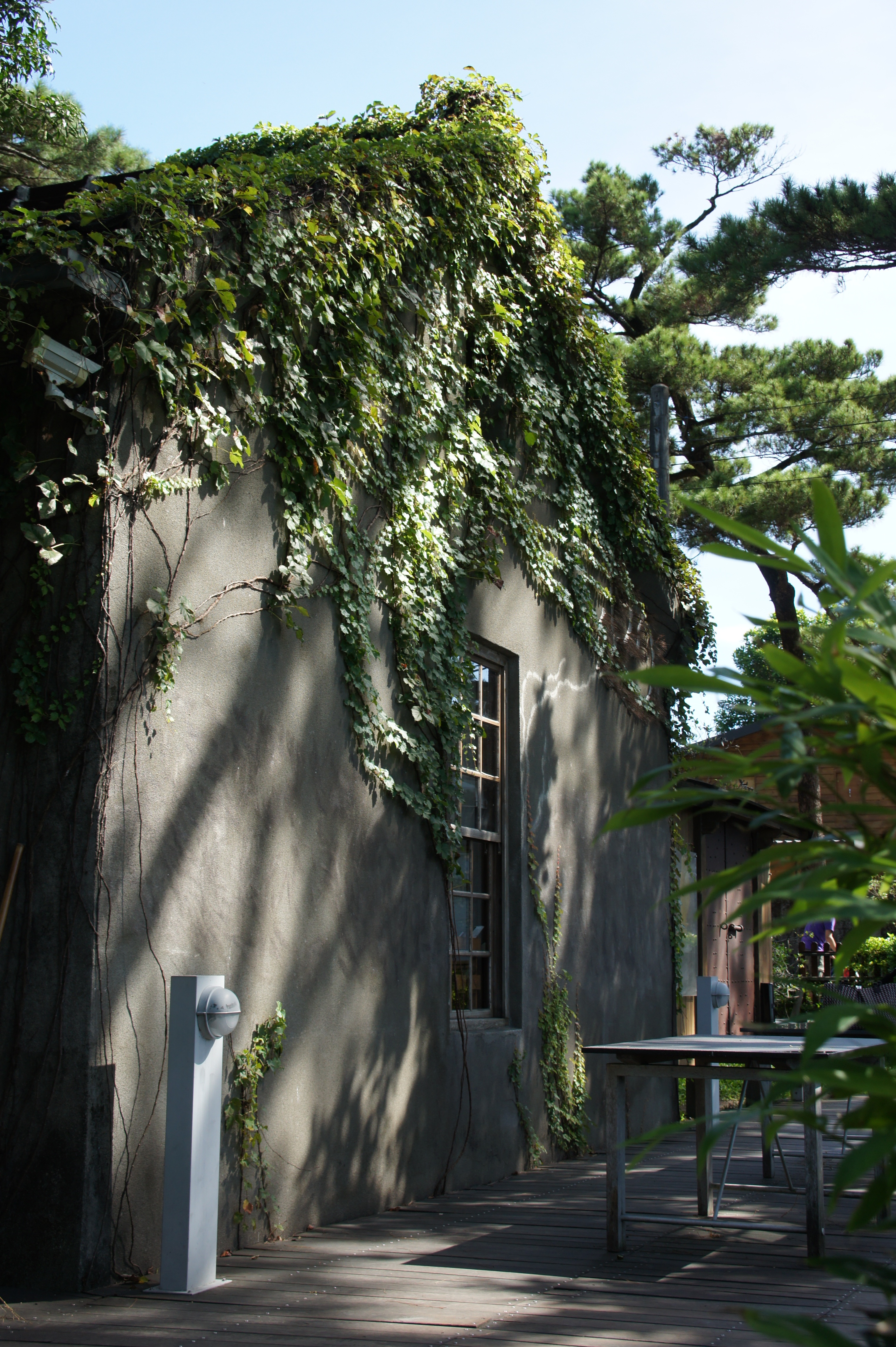
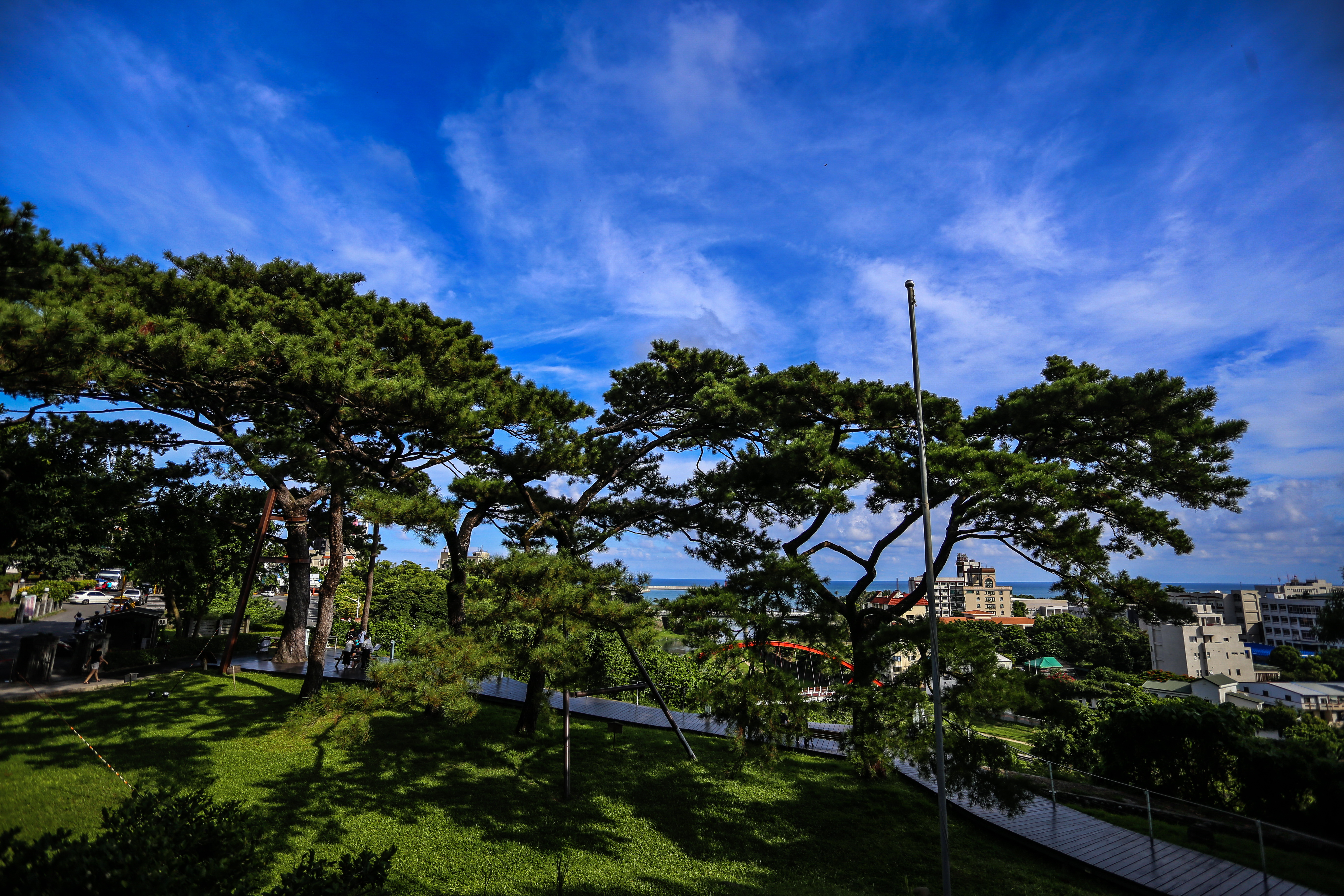
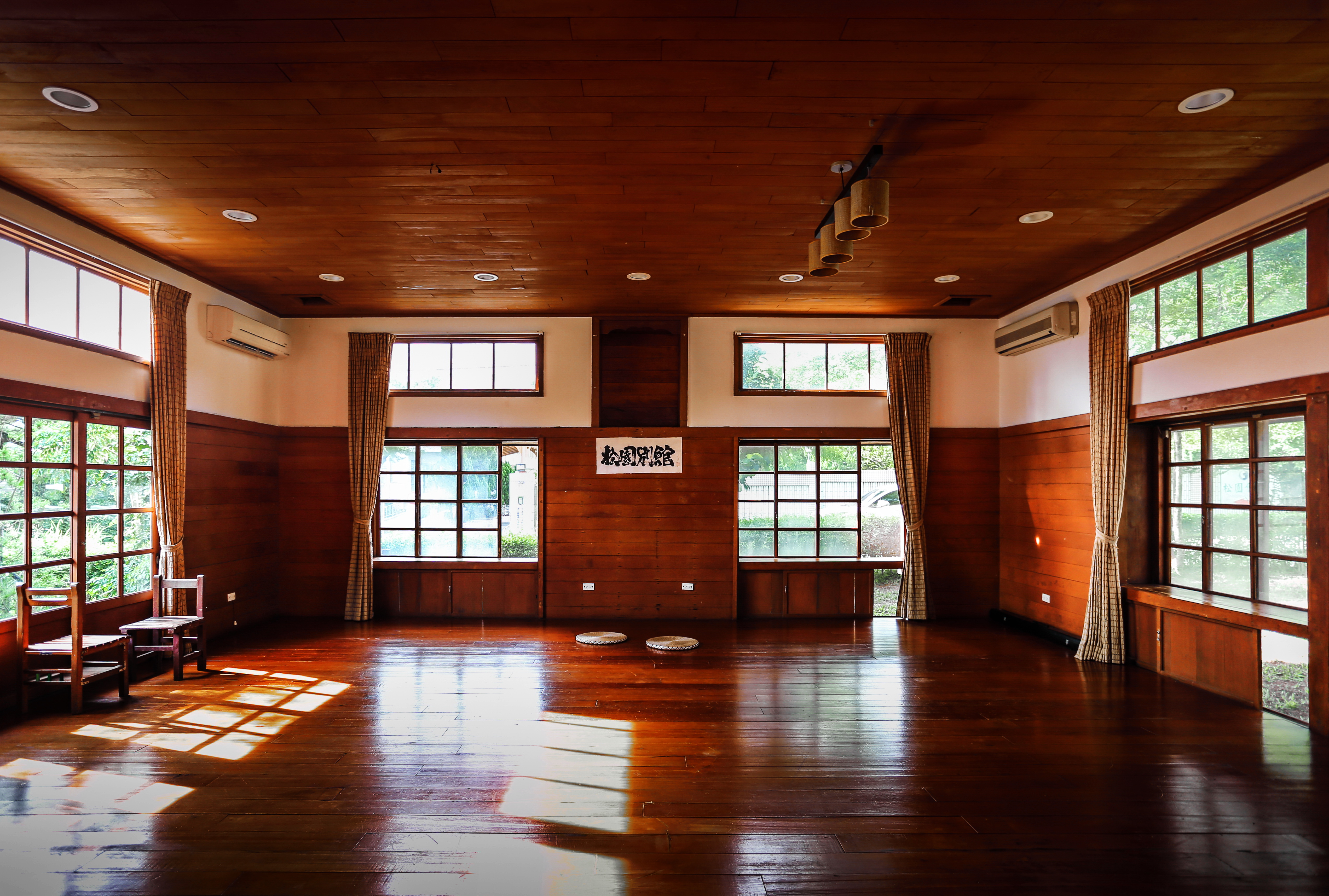
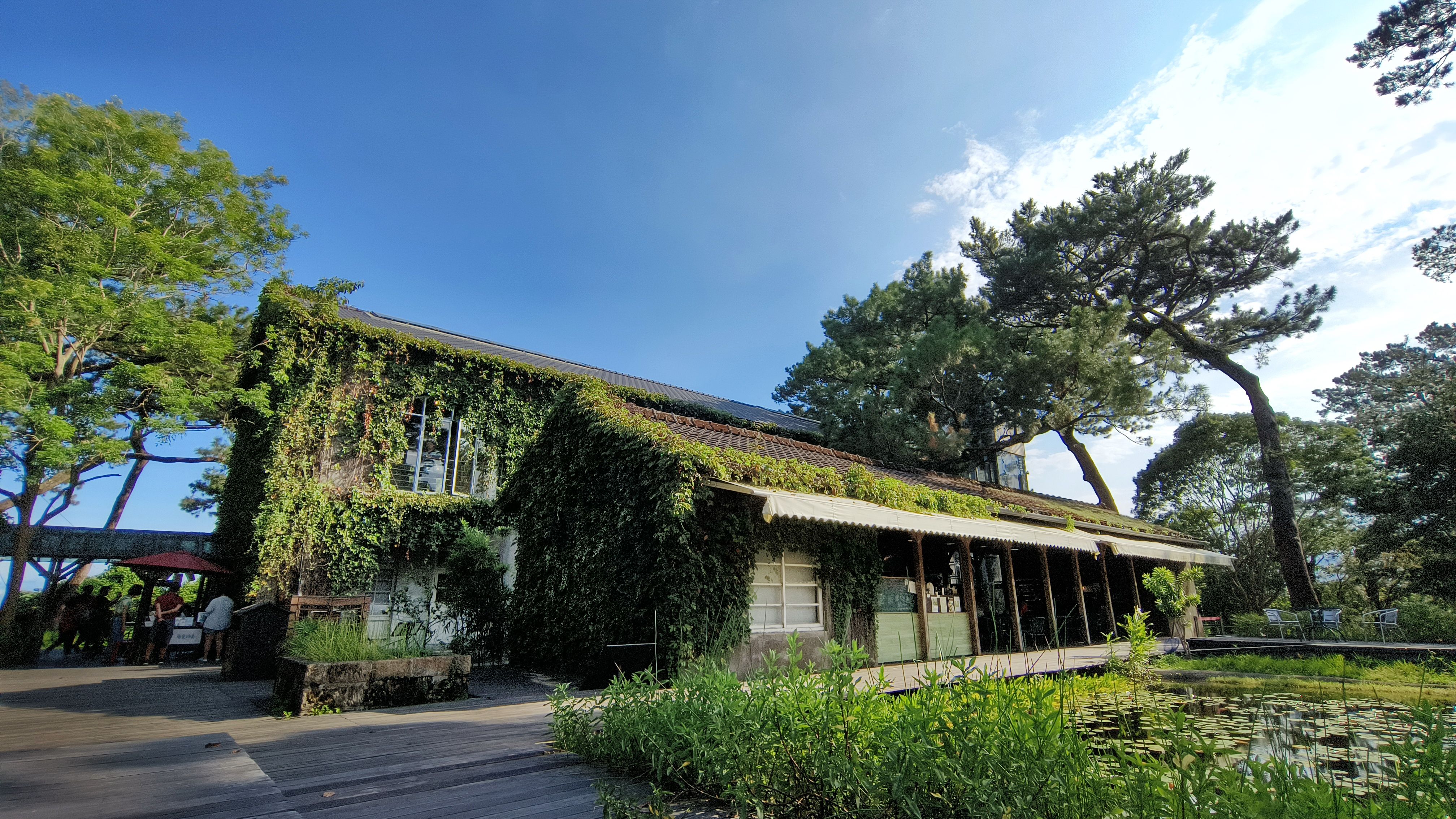
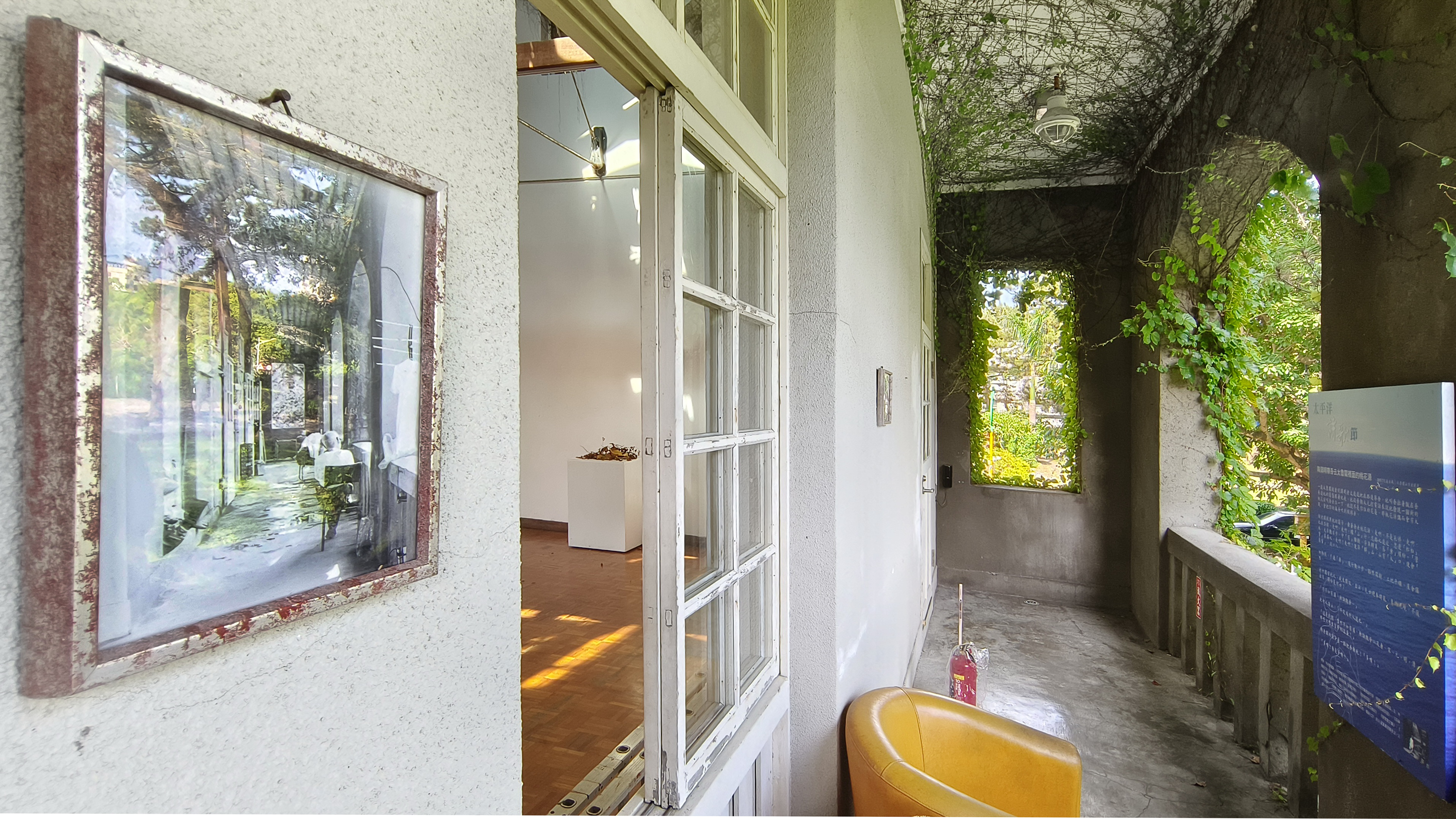
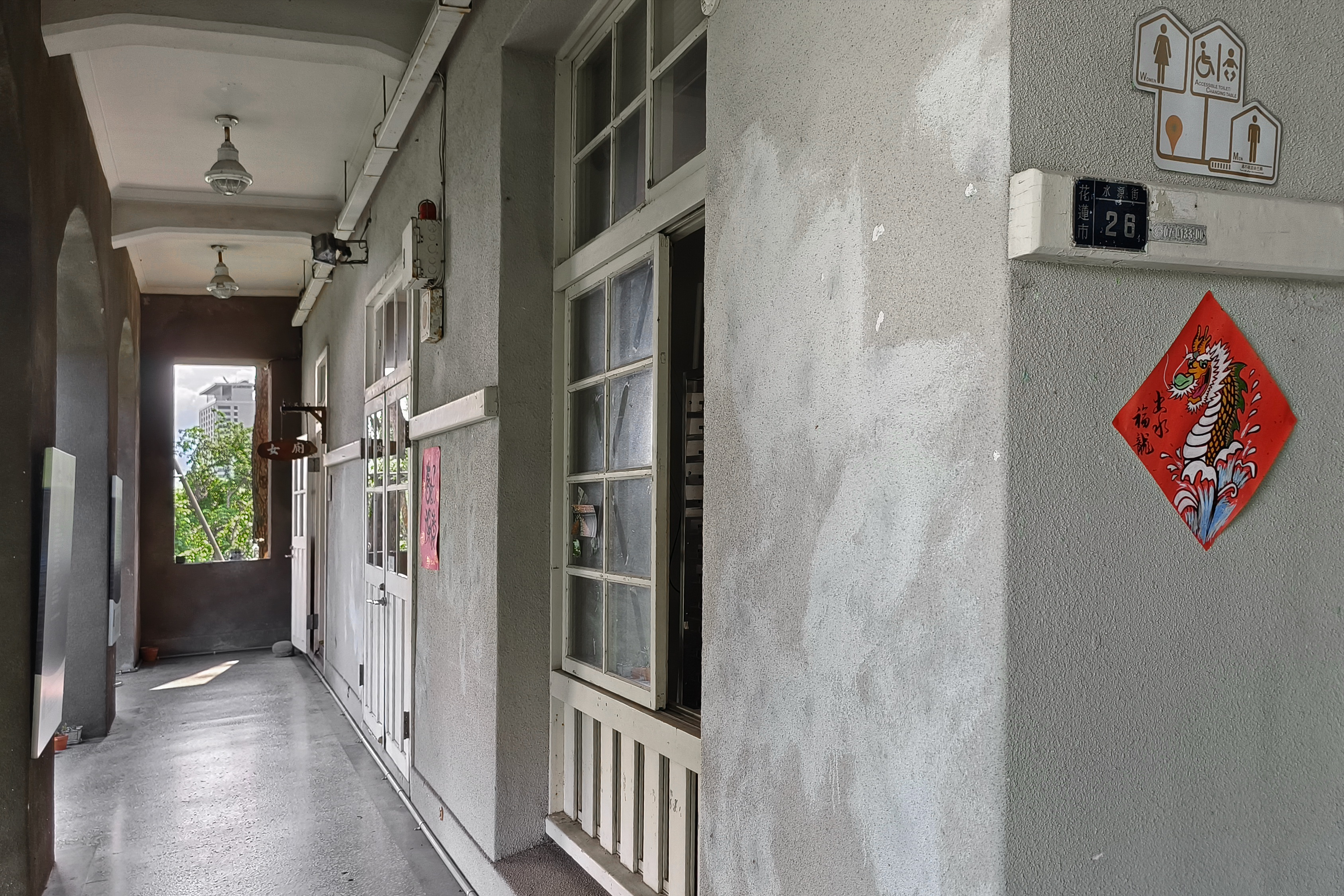